# فائق حميصي
فائق حميصي (20 أكتوبر 1946 -) هو ممثل ومخرج مسرحي لبناني، رائد التمثيل الإيمائي في لبنان، بدأ التمثيل كهاو في طرابلس ثم كمحترف منذ 1972 حين مثّل أول مسرحية إيمائية (فدعوس يكتشف بيروت)، من إعداد موريس معلوف وذلك سنة 1972 على مسرح غولبنكيان في بيروت. انتقل بعدها إلى فرنسا، وتخصص في التمثيل الإيمائي وعمل مع فرقة "مونتروى"، عاد إلى لبنان نهاية السبعينات وعمل كممثل في المسرح والتلفزيون بالإضافة لتعليم فن إيماء في الجامعة اللبنانية، وفي هذا الإطار قدّم عدة أعمال إيمائية في لبنان وخارجه اتسمت بروخ ابتكارية تجديدية.

## وصلات خارجية
فائق حميصي على موقع قاعدة بيانات الأفلام العربية
- فائق حميصي على موقع ديسكوغز (الإنجليزية)